# Sant Eloi (Castellar de n'Hug)
Sant Eloi és una muntanya de 1.442 metres que es troba entre els municipis de Castellar de n'Hug i de La Pobla de Lillet, a la comarca catalana del Berguedà.